# Lewis P. Ohliger

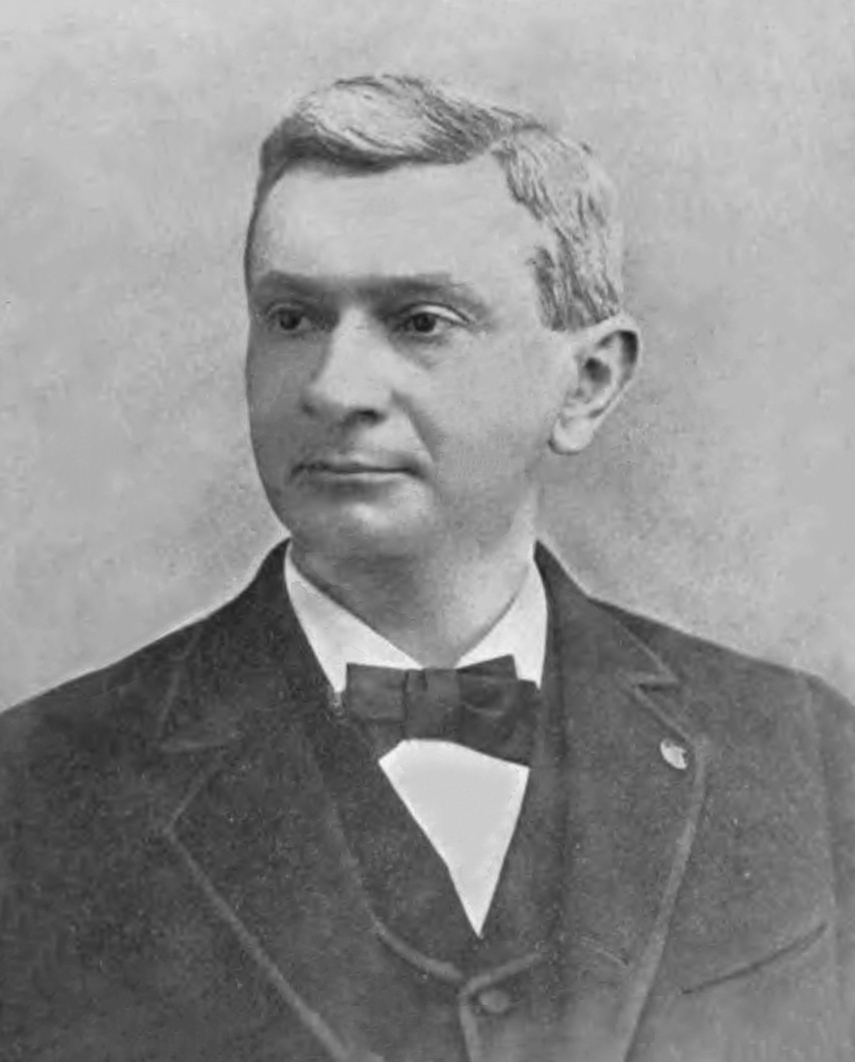
Lewis P. Ohliger, 1900

Lewis Philip Ohliger (* 3. Januar 1843 in der Pfalz, Königreich Bayern; † 9. Januar 1923 in San Diego, Kalifornien) war ein US-amerikanischer Politiker. In den Jahren 1892 und 1893 vertrat er den Bundesstaat Ohio im US-Repräsentantenhaus.

## Werdegang
Im Oktober 1854 kam Lewis Ohliger mit seinen Eltern aus seiner deutschen Heimat nach Canton in Ohio, wo er die öffentlichen Schulen besuchte. Später zog er nach Wooster. Dort arbeitete er im Apothekergeschäft und im Einzelhandel. Zwischen 1875 und 1879 war er Bezirkskämmerer und von 1885 bis 1890 Posthalter in Wooster. Außerdem war er Bevollmächtigter (Trustee) der Eisenbahngesellschaft Wooster & Lodi Railway. Politisch schloss er sich der Demokratischen Partei an. Im Juni 1892 nahm er als Delegierter an der Democratic National Convention in Chicago teil, auf der der frühere Amtsinhaber Grover Cleveland wieder als Präsidentschaftskandidat nominiert wurde.
Nach dem Tod des Abgeordneten John G. Warwick wurde Ohliger bei der fälligen Nachwahl für den 16. Sitz von Ohio als dessen Nachfolger in das US-Repräsentantenhaus in Washington, D.C. gewählt, wo er am 5. Dezember 1892 sein neues Mandat antrat. Da er für die regulären Kongresswahlen des Jahres 1892 von seiner Partei nicht mehr nominiert wurde, konnte er bis zum 3. März 1893 nur die laufende Legislaturperiode im Kongress beenden.
Zwischen 1893 und 1898 war Lewis Ohliger Leiter der Steuerbehörde im Cleveland District. Danach nahm er seine früheren privaten Tätigkeiten wieder auf. Politisch ist er nicht mehr in Erscheinung getreten. Er starb am 9. Januar 1923 in San Diego und wurde in Wooster beigesetzt.